# Rita Dominic

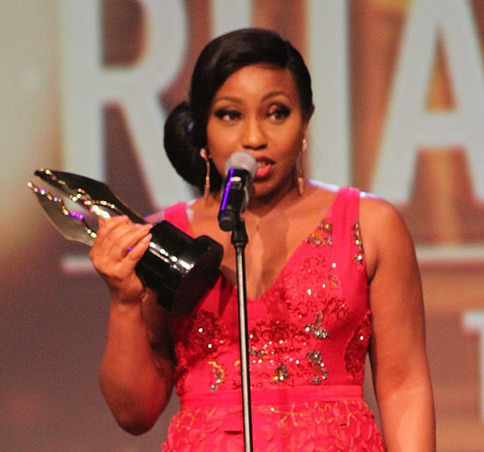

Rita Dominic hay tên đầy đủ là Rita Uchenna Nkem Dominic Nwaturuocha (sinh ngày 12 tháng 7 năm 1975) là tên của một nữ diễn viên người Nigeria. Năm 2012, bà là người đã thắng giải nữ diễn viên chính xuất sắc nhất tại buổi lễ trao giải của học viện điện ảnh châu Phi.

## Lí lịch
Bà là một thành viên trong gia đình hoàng gia Nwaturuocha ở Mbaise bang Imo. Bà là người em út trong một gia đình bốn anh chị em. Cha mẹ bà đều làm việc trong ngành y, cha bà là một dược sĩ còn mẹ bà là một y tá.
Rite Dominic vào trường cao đẳng chính phủ liên bang Ikot Ekpene, bang Akwa Ibom. Sau đó, bà vào trường đại học Port Harcourt, ở thành phố Port Harcourt, bang River và tốt nghiệp với bằng cử nhân ngành nghệ thuật diễn xuất vào năm 1999.

## Sự nghiệp
Bà bắt đầu diễn xuất khi còn nhỏ, đó là trong các vở kịch của trường, các chương trình dành cho thiếu nhi ở bang Imo. Năm 1998, bà bắt đầu sự nghiệp diễn xuất trong bộ phim Children of Terror. Tính đến thời điểm hiện tại, bà đã góp mặt trong hơn 100 sản phẩm điện ảnh của Nollywood (nền công nghiệp điện ảnh của Nigeria).
Bên cạnh đó, bà được trao giải nữ diễn viên nổi bật nhất trong buổi lễ trao giải "người thành phố" vào năm 2004.

## Phim ảnh
Dưới đây là những bộ phim mà bà đã góp mặt:
- Desecration (Năm 2017)
- '76 (Năm 2016)
- Iyore (Năm 2015)
- New Horizons (Short) (Năm 2014)
- Finding Mercy 1 & 2 (Năm 2013)
- The Meeting (Năm 2012)
- Where Money Never Sleep (Năm 2011)
- Where Money Never Sleep 2 (Năm 2011)
- Where Money Sleep (Năm 2011)
- Where Money Sleep 2 (Năm 2011)
- Saidi's Song (Năm 2010)
- Run Away Prince (Năm 2009)
- Run Away Prince 2 (Năm 2009)
- Sweet Tomorrow (Năm 2008)
- Sweet Tomorrow 2 (Năm 2008)
- True Lies (Năm 2008)
- True Lies 2 (Năm 2008)
- True Lies 3 (Năm 2008)
- True Lies 4 (Năm 2008)
- Yankee Girls (Năm 2008)
- Yankee Girls 2 (Năm 2008)
- A Better Place (Năm 2007)
- A Better Place 2 (Năm 2007)
- Caught-Up (Năm 2007)
- Caught-Up 2 (Năm 2007)
- Immaterial (Năm 2007)
- Immaterial 2 (Năm 2007)
- Legal War (Năm 2007)
- Legal War 2 (Năm 2007)
- Legal War 3 (Năm 2007)
- Sleek Ladies (Năm 2007)
- Sleek Ladies 2 (Năm 2007)
- The Next Election (Năm 2007)
- The Next Election 2 (Năm 2007)
- Yahoo Millionaire (Năm 2007)
- Yahoo Millionaire 2 (Năm 2007)
- White Waters
- All I Have (Năm 2006)
- All I Have 2 (Năm 2006)
- Best of the Game (Năm 2006)
- Best of the Game 2 (Năm 2006)
- Best of the Game 3 (Năm 2006)
- Connected Firm (Năm 2006)
- Connected Firm 2 (Năm 2006)
- Dancing Heart (Năm 2006)
- Dancing Heart 2 (Năm 2006)
- Girls Cot (Năm 2006)
- Girls Cot 2 (Năm 2006)
- Girls Cot 3 (Năm 2006)
- Hidden Murderer (Năm 2006)
- Hidden Murderer 2 (Năm 2006)
- Jealous Heart (Năm 2006)
- Jealous Heart 2 (Năm 2006)
- Last Offence (Năm 2006)
- Last Offence 2 (Năm 2006)
- Married for Money (Năm 2006)
- Million Dollar Sisters (Năm 2006)
- Million Dollar Sisters 2 (Năm 2006)
- Saviour (Năm 2006)
- Saviour 2 (Năm 2006)
- Show Girls: Face of Africa 3 (Năm 2006)
- Spirit of Love (Năm 2006)
- Spirit of Love 2 (Năm 2006)
- Sweet Sound (Năm 2006)
- Sweet Sound 2 (Năm 2006)
- The Humble Lion (Năm 2006)
- The Humble Lion 2 (Năm 2006)
- Total Control (Năm 2006)
- Total Control 2 (Năm 2006)
- Total Control 3 (Năm 2006)
- Unbreakable Affair (Năm 2006)
- Unbreakable Affair 2 (Năm 2006)
- Wedding Fever (Năm 2006)
- Wedding Fever 2 (Năm 2006)
- 2 Face (Năm 2005)
- 2 Face 2 (Năm 2005)
- Bless Me (Năm 2005)
- Bless Me 2 (Năm 2005)
- C.I.D (Năm 2005)
- Desperate Billionaire (Năm 2005)
- Desperate Billionare 2 (Năm 2005)
- Face of Africa (Năm 2005)
- Face of Africa 2 (Năm 2005)
- Guys on the Line (Năm 2005)
- Guys on the Line 2 (Năm 2005)
- Joshua (Năm 2005)
- Joshua 2 (Năm 2005)
- Kill the Bride (Năm 2005)
- Kill the Bride 2 (Năm 2005)
- Last Game (Năm 2005)
- Love Story (Năm 2005)
- Love Story 2 (Năm 2005)
- More Than Gold (Năm 2005)
- More Than Gold 2 (Năm 2005)
- Never Too Far (Năm 2005)
- Never Too Far 2 (Năm 2005)
- Only Love (Năm 2005)
- Only Love 2 (Năm 2005)
- Orange Groove (Năm 2005)
- Orange Groove 2 (Năm 2005)
- Queen of My Heart (Năm 2005)
- Queen of My Heart 2 (Năm 2005)
- Suicide Lovers (Năm 2005)
- Suicide Lovers 2 (Năm 2005)
- The Begotten (Năm 2005)
- The Begotten 2 (Năm 2005)
- Tricks of Women (Năm 2005)
- Tricks of Women 2 (Năm 2005)
- Ultimate Crisis (Năm 2005)
- Wheel of Change (Năm 2005)
- All My Life (Năm 2004)
- All My Life 2 (Năm 2004)
- Blood Diamonds (Năm 2004)
- Goodbye New York (Năm 2004)
- Goodbye New York 2 (Năm 2004)
- I Believe in You (Năm 2004)
- I Believe in You 2 (Năm 2004)
- Indecent Act (Năm 2004)
- Last Wedding (Năm 2004)
- Last Wedding 2 (Năm 2004)
- Lost Paradise (Năm 2004)
- Love After Love (Năm 2004)
- Love Temple (Năm 2004)
- Nights of Riot (Năm 2004)
- Running with the Wind (Năm 2004)
- Schemers: Bad Babes (Năm 2004)
- Schemers 2: Bad Babes (Năm 2004)
- Singles & Married (Năm 2004)
- Singles & Married 2 (Năm 2004)
- Sweet Love (Năm 2004)
- Sweet Love 2 (Năm 2004)
- The Faithful (Năm 2004)
- The Faithful 2 (Năm 2004)
- The Ingrate (Năm 2004)
- The Ingrate 2 (Năm 2004)
- True Romance (Năm 2004)
- True Romance 2 (Năm 2004)
- Working Class Lady (Năm 2004)
- Working Class Lady 2 (Năm 2004)
- Accidental Discharge (Năm 2003)
- A Night to Remember (Năm 2003)
- Back from America (Năm 2003)
- Back from America 2 (Năm 2003)
- Lean on Me (Năm 2003)
- Lean on Me 2 (Năm 2003)
- Love You Forever (Năm 2003)
- Street Life (Năm 2003)
- The Intruder (Năm 2003)
- The Intruder 2 (Năm 2003)
- Throwing Stones (Năm 2003)
- To Love a Thief (Năm 2003)
- Unforgetable (Năm 2003)
- Unforgetable 2 (Năm 2003)
- Aba Riot (Năm 1999)
- Aba Riot 2 (Năm 1999)
- Face of a Liar (Năm 1999)
- My Guy (Năm 1999)
- Prisoner of Love (Năm 1999)
- Children of Terror (Năm 1998)